# Fraseologisk ordbok
En fraseologisk ordbok beskriver hur ord kan ingå i fraser och vilken betydelse fraserna får. Med "fras" avses då både stående uttryck (som till exempel "Nu ska det bli andra bullar av!") och mer eller mindre fasta ordförbindelser (som till exempel "ha planer på något"). Fraseologiska ordböcker kallas ibland även för konstruktionsordböcker. På svenska finns framförallt två fraseologiska ordböcker, Svensk handordbok, som innehåller många föråldrade konstruktioner och den nyare Svenskt språkbruk som fått kritik för att den är alltför deskriptiv – den är baserad på autentiska språkprover och innehåller även fraser som av många inte anses vara korrekta, som till exempel "ta självmord". 
Det finns även ordböcker som behandlar endast delar av det område som ingår i den ovanstående definitionen av fraseologi, till exempel valensordböcker, kollokationsordböcker och ordböcker som endast behandlar stående uttryck och citat, till exempel engelskspråkiga Brewer's Dictionary of Phrase and Fable.

## Exempel
För den som inte har svenska som modersmål kan det vara intressant att få veta att det heter "plocka svamp" (och inte till exempel "samla svamp") och att "få sina fiskar varma" betyder "få ovett, få skäll". 

## Exempel på fraseologiska ordböcker
- Johannisson Ture, Ljunggren Karl Gustav, red (1999). Svensk handordbok: konstruktioner och fraseologi (13. [tr.]). Stockholm: Norstedts ordbok. Libris 8372725. ISBN 91-7227-072-1 (inb.)
- Svenskt språkbruk: ordbok över konstruktioner och fraser (1. uppl.). Stockholm: Norstedts ordbok. 2003. Libris 9062891. ISBN 91-7227-346-1 (inb.)
- Tichonov Aleksandr Nikolaevič, Korolʹkova A. V., Lomov A. G., red (2004) (på ryska). Frazeologičeskij slovarʹ sovremennogo russkogo literaturnogo jazyka: bolee 35000 frazeologičeskich edinic. T. 1, A-P. Moskva: Flinta. Libris 9814537. ISBN 5-89349-691-4 (Flinta)

## Andra typer av ordböcker
- Etymologisk ordbok
- Ordlista över slanguttryck